# Хасанагиница (ТВ Сарајево)
Хасанагиница је југословенски TB филм из 1983. године. Режирао га је Александар Јевђевић, а сценарио је писао Алија Исаковић. Снимљен је у продукцији тадашње Телевизије Сарајево  према мотивима истоимене народне песме.

## Радња
Радња се одвија у Имотској крајини за време османске владавине и приказује трагичну судбину супруге локалног феудалца.

## Улоге
| Глумац             | Улога                         |
| ------------------ | ----------------------------- |
| Нада Ђуревска      | Хасанагиница, Фатима Араповић |
| Јосип Пејаковић    | Хасан-ага Араповић            |
| Миралем Зупчевић   | Бег Пинторовић                |
| Даринка Ђурашковић | Мајка Хасанагина              |
| Антонија Вајковић  | Хасанагина сестра             |
| Рејхан Демирџић    | Суљо                          |
| Александар Мићић   | Муса                          |
| Звјездана Ћоровић  | Мајка Хасанагинице            |
| Станимир Аврамовић |                               |
| Миодраг Трифунов   |                               |
| Нермина Хаџировић  |                               |
| Павле Илић         |                               |
| Данко Видовић      |                               |